# Медина
Вижте пояснителната страница за други значения на Медина.
Медина ал-мунауара или само Медина (на арабски: المدينة المنورة, Мадина ал-мунауара) е свещен мюсюлмански град в район Хиджаз в Западна Саудитска Арабия. Населението към 2020 г. е 1 488 782 жители, по този начин той е четвъртия град по население в страната. 
По-рано Медина се казвала Ятриб, по-късно я нарекли Мадина ан-наби (ﻣﺩﯾﻨﺔ ﺍﻟﻨﺒﻲ, „град на пророка“) или Мадина ал-мунауара („просветен град“), а кратката форма „Медина“ (книжовно: Мадина) означава просто „град“.
Медина е вторият свещен град на исляма след Мека. Нейното религиозно значение е голямо, тъй като там се намира светинята на пророка Мохамед в „Джамията на Пророка“, известна като Купол на Пророка или Зеленият купол, построен край дома на Мохамед. Домът му по-късно става част от джамията, когато я надстроил халифът от династията на Омеядите Абд ал-Малик. Първата джамия на исляма също се намира в Медина и се нарича джамия „Куба“.
Както и в Мека, в Медина могат да влизат само мюсюлмани. Многобройните джамии в двата града са цел на поклонничество на огромен брой мюсюлмани.

## Традиционен квартал
„Медина“ също така означава традиционен арабски квартал (обкръжен със стени) в североафриканските страни.

## Известни личности
Починали в Медина
- Аиша (613 – 678), съпруга на Мохамед
- Абдуллах ибн Амир (622 – 678), военачалник
- Мохамед (570 – 632), основоположник на исляма
- Омар (586 – 644), вторият праведен халиф
- Фатима (605 – 632), дъщеря на Мохамед